# Slag bij Geldenaken
De Slag bij Geldenaken, ook wel de Slag aan de Gete genoemd, vond plaats op 20 oktober 1568 aan de oevers van de Grote Gete bij Geldenaken. Deze slag was onderdeel van Oranjes eerste invasie in de Tachtigjarige Oorlog.

## Verloop

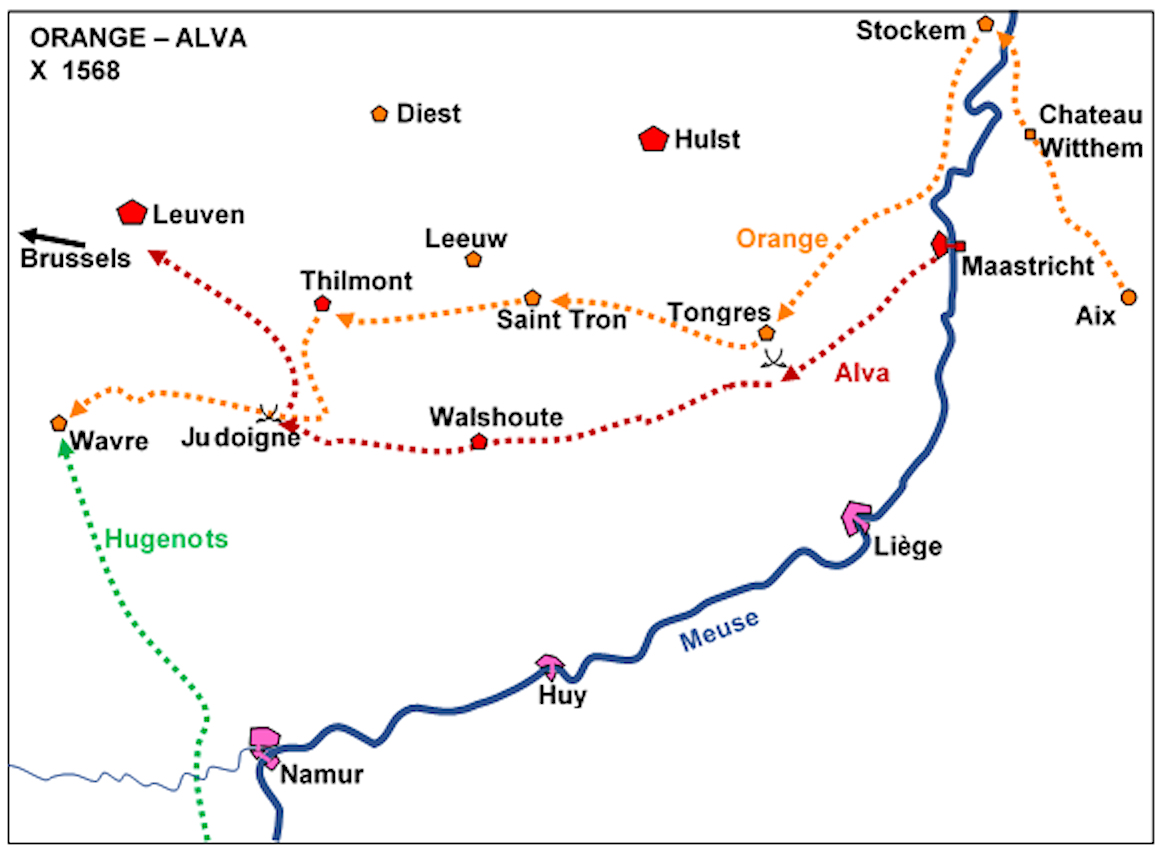
Kaart van de veldtochten van Oranje en Alva in oktober 1568

Willem van Oranje viel met 28.000 soldaten de Nederlanden binnen en na de Maas bij Stokkem te zijn overgestoken vermeed hij een slag op het Lanakerveld met de Spaanse hertog van Alva. Oranje stootte door Brabant, nadat Sint-Truiden de poorten voor hem had geopend. Toch werd de abdij van Sint-Trudo verwoest. Alva liet de stad Tienen extra beschermen, wegens haar strategische ligging op de weg naar Brussel. Het garnizoen van Zoutleeuw werd ingezet om Tienen te ontzetten - en bleef onbeschermd achter. 
Willem van Oranje wilde zijn troepen verenigen met dat van de Franse Hugenoten, in Waver, en moest de Grote Gete oversteken - een kleine rivier, maar met steile oevers. Hij liet de oversteek beschermen door een sterke achterhoede. In de buurt van Goetsenhoven bij Hoegaarden en Geldenaken (Jodoigne) kwam het tot een veldslag met het Leger van Vlaanderen onder leiding van Alva. De regeringstroepen beschikten slechts over 3/4 van het aantal manschappen dat Oranje bezat, maar ze waren veel beter geoefend. Alva vernietigde Oranjes achterhoede, waarna de rest van het prinselijke huurleger op de vlucht werd gedreven, de Kleine Gete over, door Art van Mérode, grootmeier van Luik, en eigenaar van het kasteel in Goetsenhoven, dat "bequam was om princen te logeren". Goetsenhoven werd nog door Willem verwoest - en de achtervolgende troepen van Alva deden het nog eens over. Er sneuvelden aan opstandige zijde zo'n 3000 soldaten, waaronder Anton van Bombergen, de graaf van Hoogstraten en Gérard de Marbais - aan Willems zijde stonden opvallend veel Waalse en Loonse edelen -, terwijl de koninklijke zijde slechts 20 man verloor. 
Oranje werd hierdoor gedwongen de Nederlanden te ontvluchten en zich terug te trekken naar Dillenburg in Nassau - na een vergeefse belegering van Luik en plunderingen in het ommeland. Alva strafte Zoutleeuw, omdat die stad Willems broer Lodewijk voedselvoorraden had verschaft - onbeschermd als de stad was - en liet een burgemeester onthoofden. 